# Kynšperk nad Ohří
Kynšperk nad Ohří (německy Königsberg an der Eger) je město v okrese Sokolov v Karlovarském kraji. Žije zde přibližně 4 500 obyvatel.

## Historie

### Nejstarší dějiny
První písemná zmínka o obci pochází z roku 1232 (Cuningberch), a to ze zakládací listiny města, která je uložena v Národním archivu v Praze. Vydal ji král Václav I. a je nejstarší dochovanou zakládací listinou města v ČR. Král v ní povolil doksanskému klášteru založení města v okolí kopce zvaného Cuningberg (Královská hora). Archeologické nálezy dokazují, že k pokusu o založení města došlo, nikoliv ovšem na území dnešního města, ale na ostrohu nad říčkou Libavou, poblíž dnešního Libavského Údolí.
Vzhledem k nutnosti ochránit západní hranice státu a obchodní stezku vedoucí do tehdy ještě německého Chebu podél řeky Ohře byl na vrchu Cuningberg založen kynšperský hrad. Jeho zakladatelem byl nejspíše panovník, ale doba založení je nejasná a mohlo k němu dojít už před rokem 1232. V podhradí, v místech kde se dnes nachází náměstí Míru, záhy vzniklo město sloužící jako hospodářské zázemí hradu. Více než padesátce okolních vsí připadla povinnost sloužit při obraně pevnosti (tzv. služebná manství). Město Kynšperk vzniklo jako královské město, nicméně na jeho území působil šlechtický rod Plankarů, který v Kynšperku a okolí na přelomu 13. a 14. století vlastnil několik statků. Nejstarší zmínku o nich máme z 22. září 1290, kdy je v listině týkající se sporu mezi křižovníky s červenou hvězdou a cisterciáky z Waldsassenu o patronátní právo nad kynšperským kostelem Panny Marie zmínka o pánu Volfartovi z Kynšperka (také Wolfhardtovi).
Kynšperku je Přemyslem uděleno také hrdelní právo, kterému podléhalo na 40 okolních vesnic. V roce 1364 uděluje císař Karel IV. Kynšperku městské právo a též právo postavit kolem vnitřního města dřevěné hradby. K rozvoji města pomohlo i rozhodnutí Václava IV. z roku 1406, kterým umožnil usazování kolonistů v Kynšperku i okolí.

### Přechod vlastnictví do šlechtických rukou
V roce 1408 zastavuje Václav IV. kynšperský hrad Mikuláši a Janovi Forsterům, ale zajišťuje se, aby mu zůstal otevřeným hradem.
Během husitské revoluce zůstali místní věrni císaři Zikmundovi Lucemburskému, který jim za odměnu potvrdil městská práva.
V roce 1426 je Kynšperk znovu zastaven, tentokrát Endrési staršímu ze Štampachu (také Ondřej ze Steinbachu), pravděpodobně za věrné služby Zikmundovi. Ondřej se dostal do sporu s kynšperskými měšťany v lednu 1437 pro omezování jejich práv. Spor nakonec musel řešit císař Zikmund, který znovu potvrdil městské svobody. Ty později potvrdil i král Jiří (1460), Vladislav (1477) a Ludvík (1522). V této době se na listinách prvně objevuje pečeť s městským znakem, který byl shodný se znakem královým.
Ve 2. polovině 15. století se rod Štampachů dostal do sporu se šlechtickým rodem Šliků, který díky věrné službě Zikmundovi získal rozsáhlá území po celé Evropě a ovládl i téměř celé Loketsko. Po smrti Kašpara ze Štampachu v roce 1479 eskaloval spor v ozbrojený konflikt. Šlikům se podařilo hrad a město dobýt a značně vyplenit a tak se Štampachové rozhodli hrad raději předat svému spojenci, členu v té době mocného rodu Gutštejnů, Jetřichovi z Gutštejna, který se v roce 1493 vydal spolu s Janem Hasištejnským z Lobkovic na výpravu do Svaté země. V roce 1508 je pak Kynšperk potvrzen Jetřichu v léno i králem Vladislavem Jagellonským, který zvýšil zástavu o 500 kop grošů k odstranění škod.

### Šlikové a vývoj po Stavovském povstání
Před rokem 1523 se rod Gutštejnů dostává do sporu s panovníkem a Volf z Gutštejna je přinucen prodat Kynšperk Štěpánu Šlikovi z Holíče a Pasounu. Za něj dochází k velkému rozvoji města včetně rekonstrukce hradu. V roce 1537 Ferdinand I. Habsburský potvrzuje městská privilegia a uděluje Kynšperku právo obehnat město kamennými hradbami. Po smrti Štěpána Šlika Kynšperk získal Albrecht Šlik, připojil jej k Loketskému kraji a roku 1541 jej přenechává strýci Jeronýmovi.
Během Prvního stavovského povstání se Jeroným Šlik postavil proti císaři a po porážce povstání je jedním z potrestaných. Ztratil nárok na Loketsko, ale Kynšperk mu zůstal jako zástavní statek. O rok později ho vyměňuje s císařem Ferdinandem I. za švamberské panství a Kynšperk se tak stává opět královským městem. Císař ovšem potřeboval peníze a tak se rozhodl město opět zastavit. Nejprve v roce 1553 Jindřichovi z Plavna, poté v roce 1562 městu Lokti. Po skončení zástavy byl Kynšperk prodán jako svobodný statek za 22000 zlatých Janu Poppovi. Během jeho vlastnictví uděluje Kynšperku císař Rudolf II.Právo várečné majestátem vydaným 22.6.1595. Během 16. století se také objevují první zmínky o kynšperské škole.

### Královské město a vývoj po roce 1620
V roce 1600 bylo město i okolní panství znovu prodáno, tentokrát Kašparovi staršímu Belvicovi z Nostic, jako dědičný a vzpupný (svobodný) statek. Ten na poměrně drahou koupi (38 000 kop grošů) získal prostředky okamžitým rozprodejem, a tak v roce 1603 prodal hrad, sad, sladovnu a další majetek kynšperským měšťanům. Kromě majetku odprodal kynšperským měšťanům také městská práva a Kynšperk se tak stal svobodným městem. Při rozprodeji přišlo město o hrdelní právo nad některými vesnicemi, které přenechal Kašpar statku Habršperskému, další vesnice odprodal a zbytek připojil k Mostovu, který si zatím ponechal.
Měšťané se ovšem rozhodli přijmout město opět jako královské léno. Za roční poplatek 100 zlatých jim ale Rudolf II. zaručil podřízení pouze českému králi. To potvrdil v roce 1612 také Matyáš Habsburský. Kynšperský hrad, nyní nevyužívaný, začal pustnout a na jeho severní straně byl dokonce zřízen židovský hřbitov.
Během Českého stavovského povstání se Kynšperští postavili na stranu stavů, za což byli Ferdinandem II. Štýrským po porážce povstání potrestáni. V roce 1621 byly za půjčku 40 tis. zlatých kynšperské statky zastaveny rodu Metternichů, kteří je v roce 1630 koupili. Během následujících bojů třicetileté války byl Kynšperk několikrát obsazen, nejprve saským a ve čtyřicátých letech švédským vojskem. Během jednoho obléhání byl také značně poškozen hrad, který vyhořel. Následkem bojů značně poklesl počet obyvatel. Soupis obyvatel z roku 1651 ukazuje, že v Kynšperku žilo pouhých 288 obyvatel v 61 domech. Po skončení bojů přišlo období postupného rozvoje pod správou Metternichů, kteří ke Kynšperskému panství postupně připojovali okolní statky a vsi. Hrad, který byl v dezolátním stavu, byl postupně rozebírán na nové stavby, a tak byl pro potřeby vrchnosti na náměstí vystavěn Panský dům.
V roce 1695 tato větev Metternichů Dietrichem Adolfem vymřela a majitelem Kynšperka se stal Filip Adolf. Během jeho vlastnictví, 15. srpna 1706 vypukl v Kynšperku požár, který zničil nejméně 68 domů. Po něm následovala velká rekonstrukce města, která vyvrcholila stavbou nového kostela Nanebevzetí Panny Marie v letech 1721–1727. Mezitím se ovšem velmi Filip Adolf zadlužil, a tak Kynšperk propadl správě věřitelů. Po odškodnění věřitelů proběhlo v roce 1725 ocenění majetku Filipa Adolfa, ve kterém je uvedeno, že z kynšperského hradu již zbývaly jen sklepy a část ohrazeného nádvoří.
V roce 1726 byl Kynšperk znovu prodán, tentokrát Angličanovi Antonínu Fridrichu Conveyovi z Waterforthu za 220 000 zlatých. Již v roce 1740 město ovšem prodal dál, tentokrát Františkovi Václavovi ze Sinzendorfu.

### Válka o rakouské dědictví
Během války o rakouské dědictví byl Kynšperk v červnu roku 1742 obsazen francouzským vojskem, spojenci bavorského vévody Karla Albrechta. Ti z Kynšperka vytvořili zásobovací místo. Rakouským vojskům Marie Terezie se podařilo Loketsko osvobodit až na konci roku 1742.
Z ekonomických důvodů byl pak Sinzendorf donucen rozprodat části kynšperského panství (např. majetek v Mokřině, Šabině, Hlavně a v Citicích). Z Tereziánského katastru vyplývá, že výnos zmenšeného panství byl stanoven na 4170 zlatých ročně, na čemž měl největší podíl panský pivovar s ročním výstavem až 600 sudů a ziskem 2389 zlatých.
V roce 1755 Marie Terezie uděluje Kynšperku právo na pořádání obilných trhů a tím zvýšila ziskovost panství.
Po smrti F. V. Sinzendorfa se pokusili měšťané odkoupit městská práva, ale nedokázali sehnat požadovanou sumu. Ve vlastnictví se pak rychle vystřídali Josef Antonín Mulz z Valdova a Jiří Felix Lutz ze Stahlenbergu se kterým měšťané vedli několik sporů pro omezování jejich práv a ukládání neoprávněných dávek.
V roce 1780 mu bylo město obstaveno věřiteli a prodáno skupině bohatých chebských měšťanů a sedláků, kteří jej v roce 1817 znovu prodávají Arnoštu Fleissnerovi z Vostrovic. Ten prodal kynšperským měšťanům za 4400 zlatých hradní zříceninu a panský dům a přesunul své sídlo na Kamenný Dvůr, kde přestavěl místní statek, ležící u císařské silnice mezi Karlovými Vary a Chebem, na výstavný zámek. 23. 5. 1840 prodal panství za 204 000 zlatých zámožnému podnikateli Augustinu Eusebiu Haasovi, majiteli slavné porcelánky Haas & Czjzek a dalších podniků. Ten zámek v Kamenném dvoře dokončil. S ním se kynšperští měšťané dohodli na převodu všech městských poddanských povinností na roční poplatek 130 zlatých.

### Rozvoj během hospodářské revoluce
Od konce 18. století začínají v Kynšperku vznikat první moderní průmyslové podniky. Byly to především textilní a truhlářské závody. Nejvýznamnějším byl textilní závod Jana Davida Lenka, který se přistěhoval do Kynšperka v roce 1826 a zřídil zde prádelnu a tkalcovnu. Pro nedostatek vody byl nakonec nucen přesunout výrobu k říčce Libavě, kde postupně vybudoval velký závod, který zaměstnával až 2000 lidí.
Nejvýznamnějším truhlářským závodem byla truhlárna Emanuela Gottlieba, který ve třicátých letech zřídil závod na výrobu uměleckého nábytku a především díky tomu, že si jeho práci oblíbil Klement Václav z Metternichu, získal řadu zakázek na evropských dvorech. Před svou smrtí Gottlieb svou výrobnu rozpustil.
S rozvojem řemesel přišla i větší potřeba rozvoje obchodu. František I. udělil Kynšperku právo dobytčích trhů (září 1827), dva výroční trhy (říjen 1829) a týdenní trh (únor 1831), který se konal vždy v sobotu. Na ekonomický rozvoj navázal i rozvoj stavební a potřebě růstu vnitřního města muselo ustoupit i opevnění, které bylo zbořeno. Zachována zůstala pouze jižní brána a část opevnění na západním svahu Zámeckého vrchu, které stojí do dnes. V roce 1847 má Kynšperk 3781 obyvatel ve 466 domech a v okolních statcích a osadách žije dalších 1573 obyvatel.
Po revolučním roce 1848 ke změnám ve správním uspořádání království. Základem byla nově správní politická obec. Ta kynšperská byla vytvořena v roce 1850 a byl ji uznán statut města. První volby proběhly v září 1850 starostou byl zvolen dosavadní purkmistr Jan Bötzl. V novém systému politických okresů byl ovšem v okolí největší Kynšperk pro nevhodnou polohu pominut a okresním městem se stal menší Sokolov.
Ekonomický rozvoj obce nicméně nadále pokračuje. Zásadním přínosem bylo zahájení provozu na železniční trati Karlovy Vary – Cheb 19. září 1870, na níž byla zřízena i železniční stanice Kynšperk nad Ohří. Nádraží bylo zbudováno relativně daleko od levého břehu řeky Ohře, kdežto samotné město Kynšperk leží na pravé straně. Volný prostor mezi nádražím a řekou se začal rychle zaplňovat novými závody a domy. U nově vybudovaného nádraží vznikla nová přádelna Jana Davida Wilda, dále firma rodiny Glücků vyrábějící rolety a žaluzie nebo výrobna truhlářského klihu Aloise Löwa. Na truhlářskou tradici v Kynšperku navazovali další místní truhláři, kteří se specializovali na výrobu nábytku. V roce 1871 se část místních truhlářů organizovala v prvním truhlářském spolku. Potřeba kvalifikovaných sil vedla v roce 1874 k založení truhlářského učiliště. Starý panský pivovar byl v roce 1866 strojově vybaven a produkoval na 25 000 hl piva ročně. Po modernizaci na přelomu století dokonce 80 000 hl ročně.
Textilní závod rodiny Lenků koupil roku 1875 Vídeňský bankovní spolek a továrnu zmodernizoval. S modernizací podniků stroji na parní pohon vzrůstala poptávka po kvalitním uhlí. Textilní závod vyřešil své potřeby otevřením dvou vlastních hnědouhelných dolů František a Ludmila v kopci mezi Kynšperkem a Libavským Údolím. Další doly vznikly v okolí Pochlovic. V roce 1876 byl otevřen důl Mikuláš, v roce 1880 důl Boží požehnání. Těžba v kynšperském revíru vzrostla natolik, že se těžebnímu spolku vyplatilo postavit vlastní briketárnu (roku 1882). Její kapacita ovšem po deseti letech přestala stačit a tak byla postavena ještě jedna s větší kapacitou.
Hospodářský růst volal po vylepšení infrastruktury. Na přelomu století tak byly vydlážděny ulice v centru města, vybudována cesta spojující Kynšperk s nedalekou císařskou silnicí a nedaleko pivovaru byl postaven železný most přes řeku Ohři.
Neustále také stoupal počet obyvatel, který před první světovou válkou přesáhl 5 tisíc. Tento růst a nové školské reformy zvýšili počet školáků, kterému už staré budovy nevyhovovaly. V letech 1901–1902 proto byla postavena nová budova školy. Značně se také změnilo náboženské složení obce. Vedle malé skupiny Židů byla v obci převážná většina obyvatel katolického vyznání. Na přelomu 19. a 20. století ovšem řada z nich přešla na evangelickou víru. V letech 1904–1905 si evangelická obec staví vlastní kostel Vykupitele.

### První světová válka a vývoj po ní
1. světová válka se dotkla i Kynšperka. Zvláště textilní závod musel drasticky omezit výrobu pro nedostatek surovin. Ve městě se projevoval i nedostatek potravin. Zatímco ještě na začátku války panovala ve městě euforie, již v listopadu 1914 zřídil lékař A. Markgraf v místní tělocvičně lazaret pro vracející se raněné. Od léta 1915 dochází k nepokojům, v pozdějších letech i drancování. Vše vyvrcholilo epidemií chřipky v roce 1918, která si vyžádala mnoho obětí. Během bojů 1. světové války zahynulo 160 místních obyvatel bojujících v jednotkách rakousko-uherské armády.
Po 28. 10. 1918 se vedení ve městě chopila vojenská rada složená z místních radikálů za jejichž správy docházelo k řadě nepokojů. Pořádek ve městě se podařilo obnovit až lidové obraně složené z navrativších se vojáků. Definitivní uklidnění přinesl až příchod československé armády v prosinci 1918.
I pak však pokračovaly protesty Němců za právo na sebeurčení. V té době byl Kynšperk téměř čistě německé město a ani po vzniku samostatné Československé republiky se i na tom nic neměnilo. Mladý stát se snažil zvýšit počet Čechů v oblasti především jejich dosazováním do místních úřadů, přesto ještě v roce 1930 žilo v Kynšperku pouhých 79 Čechů (1,54 %). Česká škola vznikla v Kynšperku až v roce 1922, sídlila ve staré školní budově u kostela Panny Marie a navštěvovalo jí 26 dětí z Kynšperka i okolí.
Po válce byla nejsilnější politickou stranou německá sociální demokracie a koalice živnostníků a zemědělců. Během hospodářské krize však začala posilovat Německá nacionálně socialistická dělnická strana. Ve volbách v roce 1931 již byla v Kynšperku druhou nejsilnější a její zástupce Josef Reif se stal starostou Kynšperka.
Po zákazu národně sociální strany její členové založili Sudetoněmeckou stranu (SdP), jejíž podpora ještě vzrostla. V roce 1935 získala SdP 1944 hlasů, zatímco druhá sociální demokracie jen 813. V roce 1938 pak podpora SdP narostla na 2757 hlasů, zatímco podpora sociálních demokratů klesla na 538 hlasů.
Po uzavření Mnichovské dohody bylo české pohraničí obsazeno německým vojskem. Do Kynšperka dorazil Wehrmacht 3. října 1938 a byl nadšeně uvítán. Po začlenění Sudet do Velkoněmecké říše byla SdP zrušena a její členové přešli do NSDAP.
Stále rostoucí projevy antisemitismu vyvrcholily v Kynšperku Křišťálovou nocí z 9. na 10. listopadu 1938, kdy byla vypálena místní židovská modlitebna a poškozen židovský hřbitov.

### Druhá světová válka
Boje druhé světové války se Kynšperku vyhnuly, nicméně ovlivňovaly ho po celou dobu. Velká část mužské populace byla odvedena a chybějící pracovní síly nahrazovali totálně nasazení z Čech, ale třeba i Sovětského svazu. Například v Libavském Údolí, kde byla část textilky přestavěna na zbrojní výrobu, se nacházel tábor pracovních sil ze Sovětského svazu.
Ke konci války se do Kynšperka stáhli i ustupující jednotky wehrmachtu. Nedaleko Kynšperka v obci Klingen (nynější Hlínová) došlo k posledním ozbrojeným bojům druhé světové války v Evropě. Těsně před příchodem Američanů Němci ustoupili od plánu na obranu Kynšperka, vyhodili do vzduchu oba kynšperské mosty a ustoupili na levý břeh Ohře. Američané tak 6. května 1945 osvobodili Kynšperk bez boje.

### Politický vývoj po druhé světové válce
Po osvobození města ustavili Američané vojenskou správu, jejímž prvním krokem bylo zajištění nacistických funkcionářů a kolaborantů. Zároveň také vykonávala dohled nad nově ustanovenou civilní správou. Ve městě pobývaly americké jednotky až do 24. 11. 1945.
Civilní správu měly na starosti Místní správní komise, která byla ustavena již 30. 6. 1945 a o správní agendu se starala až do 25. 6. 1946, kdy se v Kynšperku sešel první řádně zvolený Místní národní výbor (dále MNV). V něm byli nejsilnější stranou komunisté.
| Strana | Počet hlasů |
| ------ | ----------- |
| KSČ    | 325         |
| ČSSD   | 104         |
| ČSNS   | 94          |
| ČSL    | 14          |

Od poloviny roku 1945 a během roku 1946 došlo k odsunu velké části německého obyvatelstva. Během tzv. „divokého odsunu“ a od března 1946 československým státem organizovaného odsunu odešlo cca 550 německých rodin. I přes poměrně výrazný příliv osídlenců z vnitrozemí, poklesl počet obyvatel o cca čtyřicet procent. Ještě výraznější byl podíl v okolních vsích, z nichž některé zcela zanikly. Do Kynšperku bylo repatriováno několik rodin z polských Poděbrad a Husince. Navzdory jejich přání zůstat pohromadě byli rozděleni do různých míst v pohraničí. „Země otců“ je zklamala.
Po únorovém puči v roce 1948 začaly v Československu probíhat komunistické čistky, kterými se KSČ chtěla vypořádat s politickými odpůrci a nespolehlivými jedinci. Za tímto účelem vznikly i v Kynšperku Akční výbory Národní fronty (dále AV NF), které vznikaly v každé větší a významnější organizaci i orgánech státní správy, aby provedly čistku nepohodlných. Po zásazích AV NF se rozpadl MNV, ve kterém byli zastoupeny i jiné než komunistické politické strany, a byl ustaven nový MNV, tentokrát již jen s komunisty a nestraníky. Nepohodlné osoby musely odejít ze svých úřadů a veškeré organizace byly podřízeny kontrole KSČ. Následovaly správní změny, které měly posílit centralistický režim. Na začátku roku 1949 bylo zrušeno zemské státní uspořádání státu a byly nově zřízeny kraje. Kynšperk se stal součástí kraje Karlovarského, který se v roce 1960 spojil s Plzeňským a vznikl tak Západočeský kraj se sídlem v Plzni.
Úbytek venkovského obyvatelstva, započatý odsunem Němců, pokračoval a tak bylo rozhodnuto o integraci Kynšperka s okolními obcemi. 1. července 1960 byly zrušeny obce Chotíkov, Kamenný Dvůr (Steinhof), Štědrá a osady Podlesí (Ebersfeld), Zlatá (Golddorf), Dvorečky (Krainhof) a Libava a byly připojeny k obci Kynšperk nad Ohří. Dále se připojila i část obce Pochlovice (nyní Dolní Pochlovice) s osadou Liboc.
Kynšperk nad Ohří tak zvětšil svou rozlohu z původních 614 ha na 2 269 ha, přitom počet obyvatelstva se zvýšil jen o 623 osob na 4 140 obyvatel. Zatímco rozloha tak vzrostla o 270 %, počet obyvatel jen o 15 %.
V roce 1954, kdy proběhly první volby do NV, již měly AV NF situaci pevně v rukou. NV byl obnovován na základě jednotné kandidátky Národní fronty. Národní fronta zaštiťovala i veškerou spolkovou činnost ve městě, a tak byl její záběr opravdu široký. V roce 1987 již zaštiťovala kromě KSČ, dvě další politické strany, 18 spolkových organizací a 9 zájmových organizací od Červeného kříže až po zahrádkářský svaz.
V roce 1960 československý stát znovu uznává instituci města, odstraněnou v roce 1945 a Kynšperk byl jako jedna z devíti prvních obcí v okrese Sokolov prohlášen znovu za město. V roce 1964 došlo k poslední výraznější změně, kdy byla ke Kynšperku připojena část obce Dobroše, Dolní Dobroše. Tím se celkový rozloha města zvětšila na 2 320 ha.
I v Kynšperku se projevil obrodný proces pražského jara v roce 1968. Ten však byl brutálně ukončen okupací vojsky Varšavské smlouvy v noci 21. srpna. Kynšperkem projížděla okupační vojska Německé demokratické republiky ve směru od Kaceřova na Cheb. Poté vyměněné komunistické vedení nastolilo politiku normalizace. Znovu docházelo k čistkám nepohodlných ve všech sférách společnosti.

### Hospodářský vývoj po druhé světové válce
Po ukončení bojů druhé světové války na našem území byl Němcům v ČSR konfiskován veškerý nemovitý majetek, který přešel pod správu v národní správy a poté rozdělen mezi zájemce. Byly jim také zabaveny jejich průmyslové podniky.
Zatímco textilní výroba v Libavském Údolí zůstala zachována, doly a briketárny byly převedeny pod Dolové a průmyslové závody v Dolním Rychnově a postupně byla jejich činnost ukončena. Přádelna Jana Davida Wilda v roce 1949 vyhořela a provoz již nebyl obnoven. Kynšperský pivovar přešel pod správu ONV Sokolov, poté zpět do rukou obce Kynšperk nad Ohří, aby se v roce 1951 stal součástí národního podniku (dále n.p.) Chebsko – karlovarské pivovary, které jej uzavřelo. V ostatních závodech proběhly změny na základě principů centrálního řízení. Kynšperský dřevozpracující provoz byl převeden pod n.p. Jitona Soběslav. Od roku 1958 se zaměřil na výrobu speciálních druhů nábytku určených především na export. Do vyhořelého areálu přádelny J. D. Wilda se v roce 1950 nastěhovala Strojní a traktorová stanice (STS). Do budov pivovaru se nastěhoval n.p. Technomat vyrábějící kovové zboží. V roce 1969 pak v Kynšperku zahájil výrobu rukavic n.p. Tosta Aš. I přes vznik nových závodů ubylo celkově v Kynšperku podniků a tím také pracovních míst. Velká část obyvatel začala dojíždět do závodů v okolních městech. Velká část získala zaměstnání v Hnědouhelných dolech a briketárnách Sokolov (HDB) a od roku 1955 také v nově budované uhelné elektrárně v Tisové (ETI).
Zemědělský majetek byl po konfiskaci Němcům svěřen do péče Národní správy, která je opět rozdělila mezi zájemce z řad nově přišedších kolonistů. Po roce 1948 byla po celém Československu v rámci tzv. kolektivizace zakládána Jednotná zemědělská družstva (JZD). JZD vzniklo v Kynšperku v roce 1949, o rok později vzniklo JZD i v Chotíkově, v roce 1951 pak v Kamenném Dvoře a v roce 1953 dokonce i ve Štědré. To se ale hned v roce vzniku rozpadlo. Také JZD v Kynšperku a Kamenném Dvoře trpěla řadou problémů, což mělo vyřešit jejich sloučení. K tomu došlo v roce 1961, ale ještě v tom roce JZD zaniklo a jeho majetek přešel pod Kynžvartské lesní závody. JZD Chotíkov se dokázalo stabilizovat a po roce 1965 zůstalo jediným družstvem v okrese Sokolov.

## Přírodní poměry
Vlastní město leží v geomorfologického celku Chebská pánev, značná část území obce i v geomorfologickém celku Sokolovská pánev.
Od druhé poloviny 19. století zde probíhala těžba hnědého uhlí. Uhlí se dobývalo hlubinně i lomově a bylo vesměs dopravováno do briketáren k dalšímu zpracování. Roku 1876 byl v Kynšperku otevřen důl Mikuláš, roku 1880 zahájil těžbu důl Boží Požehnání. Ve stejném roce byla nedaleko dolu Boží požehnání postavena první kynšperská briketárna, která byla druhou briketárnou nejen v Čechách, ale i tehdejším Rakousko-Uhersku (první česká briketárna byla v Mostecké pánvi v Křemýži v okrese Teplice, která však brzy zanikla). Druhá briketárna s větším výkonem byla postavena v roce 1890: Briketárny v Kynšperku byly dlouho největší a jediné v Čechách.
Město leží na obou březích řeky Ohře, která protéká stranou městského centra. Celý úsek Ohře na území obce je od roku 2009 chráněn jako Evropsky významná lokalita Ramena Ohře. Nejvýraznějším prvkem řeky jsou zde její meandry, ostrůvky a po obou stranách hlavního toku slepá a mrtvá ramena, která někdy vytvářejí celé soustavy propojených ramen. U některých ústí ramen dochází k zazemňování a je nastartován jejich postupný zánik a vznik mrtvých ramen a tůní. Do Ohře se ve městě vlévá Suchý potok a na území obce před Kynšperkem zleva Libocký potok a za Kynšperkem zprava Velká Libava.

## Obyvatelstvo, bytová výstavba, služby
Při sčítání lidu v roce 1921 zde žilo 4 794 obyvatel, z nichž bylo 64 Čechoslováků, 4 596 Němců, 24 Židů, dva jiné národnosti a 108 cizinců. K římskokatolické církvi se hlásilo 4 579 obyvatel, k evangelické 117 obyvatel, 38 k církvi izraelitské, dva k jiné církvi a 58 bylo bez vyznání.
Po skončení druhé světové války a odsunu velké části místního obyvatelstva zůstala řada městských domů neobydlena. Navíc ani noví nájemníci, kteří domy nevlastnili, je tolik neudržovali. Došlo tak k postupnému chátrání řady budov. Nedostatek prostředků pro jejich udržování vedl rozhodnutí o demolici těchto domů. Tomuto rozhodnutí padla za oběť řada památkově hodnotných budov, převážně z, pro Kynšperk typického, hrázděného zdiva.
V padesátých letech vzrůstající počet obyvatel, především nových zaměstnanců závodů HDB a ETI, vyžádal řešení nedostatku bytů. V letech 1958–1960 byly vybudovány bytové domy v prolukách po staré bytové zástavbě (okolí Náměstí Míru). Ještě výrazněji změnila ráz města výstavba městského sídliště na jižním okraji města v letech 1959 až 1965. Sídliště Slovenského národního povstání (SNP) se stalo samostatnou jednotku v rámci města s veškerou občanskou vybaveností. Na jeho výstavbu navázala stavba jeslí (rok 1968), zdravotního střediska (1972–1974), obchodního střediska Jednota (1975–1977) a Městského kulturního střediska (1984). Soustředilo se zde 45 % bytového fondu města.
| Rok            | 1869  | 1880  | 1890  | 1900  | 1910  | 1921  | 1930  | 1950  | 1961  | 1970  | 1980  | 1991  | 2001  | 2011  | 2021  |
| -------------- | ----- | ----- | ----- | ----- | ----- | ----- | ----- | ----- | ----- | ----- | ----- | ----- | ----- | ----- | ----- |
| Počet obyvatel | 4 093 | 4 041 | 3 849 | 4 537 | 5 033 | 4 794 | 5 117 | 2 522 | 3 517 | 4 908 | 4 504 | 4 779 | 4 617 | 4 284 | 3 962 |
| Počet domů     | 470   | 496   | 486   | 505   | 579   | 610   | 696   | 665   | 645   | 528   | 509   | 570   | 590   | 623   | 638   |

| Rok            | 1869  | 1880  | 1890  | 1900  | 1910  | 1921  | 1930  | 1950  | 1961  | 1970  | 1980  | 1991  | 2001  | 2011  | 2021  |
| -------------- | ----- | ----- | ----- | ----- | ----- | ----- | ----- | ----- | ----- | ----- | ----- | ----- | ----- | ----- | ----- |
| Počet obyvatel | 5 640 | 5 635 | 5 438 | 6 253 | 6 903 | 6 702 | 7 061 | 3 458 | 4 140 | 5 542 | 5 095 | 5 202 | 5 160 | 5 736 | 4 985 |
| Počet domů     | 703   | 754   | 751   | 763   | 847   | 879   | 974   | 877   | 645   | 659   | 629   | 662   | 714   | 762   | 784   |

## Městská správa

### Části města
- Dolní Pochlovice – předměstí Kynšperka nad Ohří s minerálními prameny
- Dvorečky – osada na kraji Slavkovského lesa
- Chotíkov
- Kamenný Dvůr – osada u dálnice D6, významnou stavbou je rekonstruovaný zámek s parkem
- Kynšperk nad Ohří
- Liboc – ves ležící na řece Ohři
- Štědrá – osada s převážně rekreačními objekty na okraji Slavkovského lesa
- Zlatá – osada na okraji Slavkovského lesa

### Městské symboly
Znak města je historický, vlajka byla městu udělena rozhodnutím předsedy Poslanecké sněmovny Parlamentu České republiky dne 9. dubna 2002.

## Pamětihodnosti
- Na Zámeckém vrchu se nachází drobné terénní zbytky kynšperského hradu založeného ve 13. století. Během třicetileté války byl poškozen a v 19. století rozebrán na stavební materiál. Nejviditelnějším pozůstatkem je příkop okolo hradního jádra.[6]
- Kostel Nanebevzetí Panny Marie na náměstí 5. května
- Fara se sochou Panny Marie Immaculaty na náměstí 5. května 198
- Židovský hřbitov
- Sousoší Nejsvětější Trojice na náměstí Míru
- Kašna na náměstí Míru
- Městská branka
- Stará radnice (Panský dům) v ulici Maxima Gorkého
- Hrázděný dům v ulici Na Příkopech 60

## Osobnosti
- Kašpar Hermann (1871–1935), rodák; zdokonalil tisk z plochy: 1904–1905 zhotovil prototyp ofsetového stroje pro knihtisk, prvního v Evropě; v roce 1907 rozeběhl v Německu tisk na archovém ofsetovém stroji Triumph (Německo), dále patent na ofsetový kotoučový stroj (dva gumové přenosové válce proti sobě) – ofsetová rotačka[19]
- Rudolf Jakubek (1902–1968), grafik a malíř
- Fritz Lederer (1878–1949), malíř a grafik
- Max Löwy (1881–1970), skladatel populární hudby
- Erich Orlický (1911–1982), český židovský skladatel

## Partnerská města
- Himmelkron, Německo